# 慶裕
慶裕（けいゆう、キンユ、満洲語: ᡣᡞᠩᡞᠣᡞ、転写：kingioi、? - 1894年）は、清末の官僚。字は蘭圃。満州正白旗人。ヒタラ氏（hitara hala、喜塔臘氏）。
生員から内閣中書に登用され、軍機章京・総理各国事務衙門行走となった。文祥（ウェンシャン）に従って王達・白凌阿の蜂起の鎮圧に赴き、侍読に昇進した。その後湖北省の鄖陽府知府となり、捻軍の追撃に功があり、道員に昇進した。光緒元年（1875年）、奉天府尹となり、さらに漕運総督や河道総督を歴任した。光緒9年（1883年）に盛京将軍となったが、翌年に清仏戦争が勃発し、旅順・大連の守りを固めた。その後、災害対策に力を注いだ。光緒19年（1893年）、熱河都統に異動。さらに翌年には福州将軍となり、行政改革を行った。在任中に死去。